# Neckera undulatifolia
Neckera undulatifolia là một loài Rêu trong họ Neckeraceae. Loài này được (Tixier) Enroth miêu tả khoa học đầu tiên năm 1992.